# Grzegorz Lato
Grzegorz Bolesław Lato (n. 8 aprilie 1950, Malbork, voievodatul Pomerania, Polonia) este un fost fotbalist polonez, în prezent antrenor.

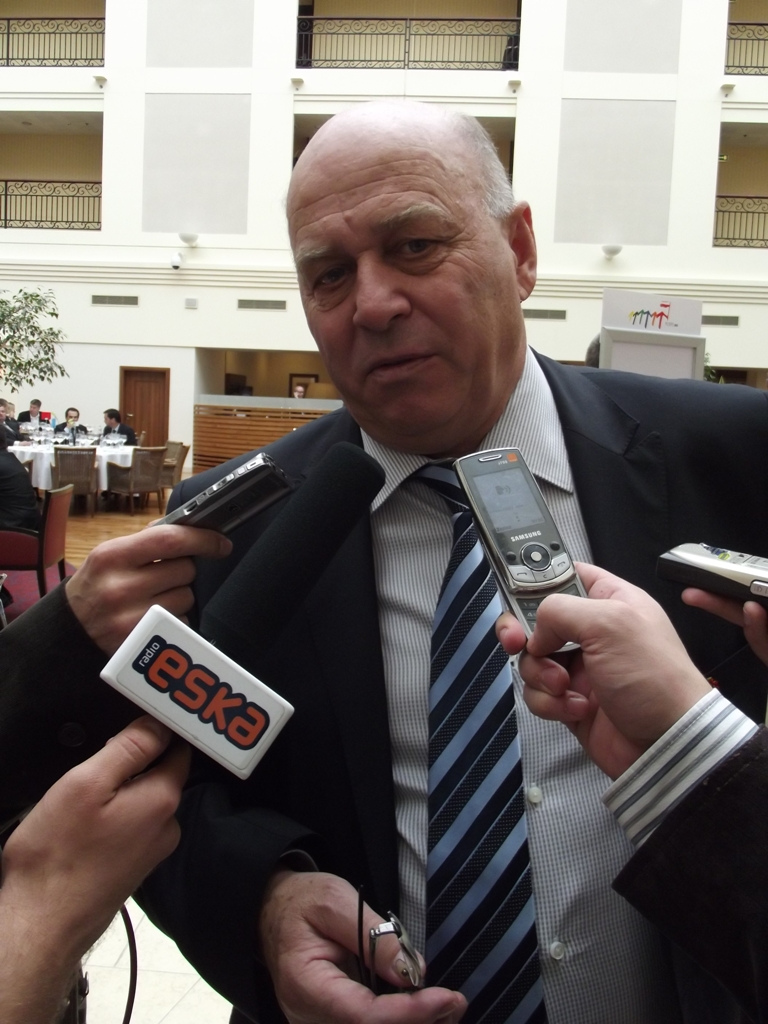
Grzegorz Lato (2011)